# Marcel Journet
Pour les articles homonymes, voir Journet (homonymie).
Cet article concerne le chanteur d'opéra. Pour l'acteur (1895-1973), voir Marcel Journet (acteur).
Marcel Journet, de son vrai nom Hippolyte-Jules Journet, est un artiste lyrique français né le 25 juillet 1867 à Grasse (Alpes-Maritimes) et mort le 6 septembre 1933 à Vittel (Vosges). Sa renommée tient à sa tessiture très étendue, lui permettant d'incarner des personnages attribués aussi bien à la tessiture de basse que de baryton.  

## Biographie
Fils de Jules Journet, commis de commerce, et de Virginie Delphin, il naît à Grasse le 25 juillet 1868, et reçoit les prénoms d'Hipolyte-Jules comme le confirme son acte de naissance. Sa vocation de chanteur lui vient, dit-on, lors d'une représentation des Mousquetaires au couvent de Louis Varney, Jules Prével et Paul Ferrier, à laquelle il assista.
En 1891, il débute à l'Opéra de Béziers, dans La Favorite de Gaetano Donizetti (rôle de Balthazar). Jusqu'en 1893, il semble que le jeune chanteur se produit dans les théâtres provinciaux dont celui de Montpellier. C'est probablement à cette époque-là qu'il adopte le prénom de « Marcel ».
L'année suivante, Marcel Journet est engagé au Théâtre royal de la Monnaie à Bruxelles, au moment où l'affaire Dreyfus déchaîne les passions. Il s'y produira de 1894 à 1895, de 1899 à 1900 et enfin de 1929 à 1930. Comme membre de la troupe, il apprend un grand nombre de rôles principaux et secondaires dès le début de sa carrière et crée des ouvrages tels que La Navarraise de Jules Massenet (1894), L'Enfance de Roland d'Émile Mathieu et Évangéline de Xavier Leroux (1895).
Entre deux saisons à la Monnaie, Marcel Journet fait ses débuts à Covent Garden. Malgré la prééminence de la basse Pol Plançon à Londres comme à New York, Marcel Journet est immédiatement engagé et chante dans Les Huguenots de Meyerbeer, Aida, Rigoletto et Otello de Verdi, Roméo et Juliette et Philémon et Baucis de Gounod, Inez Mendo d'Erlanger, Don Giovanni de Mozart, Hamlet de Thomas, Henry VIII de Saint-Saëns, La Bohème de Puccini, Messaline d'Isidore de Lara, changeant parfois de rôle d'une représentation à l'autre (Ramfis et le Roi dans Aida, le duc de Vérone et frère Laurent dans Roméo et Juliette, etc.), montrant ainsi sa faculté d'adaptation.
La Monnaie, Covent Garden et l'Opéra de Monte-Carlo en 1899 marquent des étapes importantes dans la vie artistique de la jeune basse qui veut obtenir plus, afin d'établir sa réputation de chanteur. Son vœu est exaucé quand il reçoit de la part de Maurice Grau un contrat en bonne et due forme pour le Metropolitan Opera de New York. Il s'embarque pour les États-Unis après sa dernière saison à Bruxelles, confiant dans l'avenir et prêt à rivaliser d'émulation avec Édouard de Reszke et Pol Plançon, sur le plan vocal et artistique.
Arrivé aux États-Unis, il débute dans La Bohème (Colline) à Los Angeles le 9 novembre 1900. Il se produit ensuite dans Roméo et Juliette (le duc de Vérone), Aida (le Roi), Lucia di Lammermoor de Donizetti (Raimondo), Il trovatore (Ferrando), Don Giovanni (il Commendatore), Das Rheingold de Wagner (Fafner), Rigoletto (Sparafucile), Les Huguenots (Marcel) et Faust de Gounod (Méphistophélès), avant de faire son entrée au Metropolitan Opera, le 22 décembre 1900, dans le rôle de Ramfis (Aida), aux côtés du ténor Georges Imbart de la Tour (Radames), lui-même débutant sur les planches de l'Opéra de New York, de la soprano Minnie Tracy (Aida), dont ce fut l'unique représentation sur cette scène, du mezzo-soprano Louise Homer (Amneris) et du baryton Antonio Scotti (Amonasro). La critique est élogieuse, reconnaissant qu'il possède une très belle voix de basse. Avec La Bohème (Colline), le 26 décembre, et Roméo et Juliette (le duc), le 29 décembre, il confirme la première impression favorable et gagne droit de cité parmi les amateurs d'opéra New Yorkais.
De 1900 à 1907, Marcel Journet s'illustre dans un grand nombre de rôles de basse et de baryton au Met, étant tour à tour Don Pedro, le Grand Brahmine et le Grand Inquisiteur dans L'Africaine de Meyerbeer, Ramfis et le Roi dans Aida, le Comte d'Oberthal et Zacharie dans Le Prophète de Meyerbeer, le Commandeur et Leporello dans Don Giovanni, le comte de St. Bris et Marcel dans Les Huguenots, Escamillo et Zuniga, dans Carmen de Bizet, etc., laissant une empreinte indélébile dans son interprétation du personnage cynique et persifleur de Méphistophélès dans Faust, rôle qu'il enregistra dans la version complète de l'œuvre, en 1930, avec une maîtrise étonnante compte tenu de son âge, mais avec une grande insouciance de la mesure.
Dans tous les opéras déjà mentionnés et dans d'autres comme Iris de Mascagni, Lakmé de Delibes, Il barbiere di Siviglia de Rossini, Un ballo in maschera de Verdi, Martha de Flotow, Mefistofele de Boito, Lohengrin, Parsifal et Siegfried de Wagner, Salammbô d'Ernest Reyer, Salome de Strauss et Le Cid de Massenet, il a les plus grands chanteurs du premier quart du XXe siècle comme partenaires. En particulier, il chante Sparafucile quand Enrico Caruso fait ses débuts dans Rigoletto au Met, le 23 novembre 1903, auprès de Marcella Sembrich (Gilda), Antonio Scotti (Rigoletto), Louise Homer (Maddalena) et Eugène Dufriche (Monterone).
Marcel Journet ne se borne pas à chanter à New York. Dès la saison américaine terminée, il retourne en Europe et apparait à Covent Garden ou à Monte-Carlo où il fait sensation. Au sujet de son interprétation de Méphisto, un critique anglais, après avoir loué Pauline Donalda (Marguerite) et éreinté le ténor Fernando Carpi (Faust), écrit : « Du reste, M. Journet dans le rôle de Méphistophélès fut de loin le personnage le plus intéressant sur le double plan de la voix et du jeu. Sans doute une part de convention entre plus ou moins dans ce dernier mais l'artiste s'acquitta fort bien de cette interprétation routinière. »
Cependant, en dépit de ses succès, Marcel Journet n'est pas vraiment satisfait. Édouard de Reszke a quitté la scène en 1903 mais Pol Plançon passe encore pour être sans rival dans la catégorie des basses. En 1907, Journet remet sa démission, prétextant des problèmes de santé, et renonçant ainsi à rivaliser avec son compatriote aussi bien qu'avec Fédor Chaliapine dont les débuts au Metropolitan Opera n'avaient pas été heureux. La basse polonaise Adamo Didur, que les New Yorkais entendent pour la première fois dans Aida (Ramfis), le 16 novembre 1908, prend sa succession et, par la suite, partage les grands rôles de basse avec Léon Rothier, qui fait ses débuts au Met le 10 décembre 1910 dans Faust (Méphistophélès).
Le 2 octobre 1908, Marcel Journet se produit à l'Opéra de Paris dans Lohengrin (le Roi), traduction française de Charles Nuitter. Ses partenaires sont Catherine Mastio (Elsa de Brabant), Charlotte Paquot d'Assy (Ortrude), le ténor Godart (Lohengrin), Jean Noté (Frédéric de Telramund) et Louis Nucelly (Un héraut), l'orchestre étant dirigé par Henri Rabaud. Il y remporte le succès escompté et, dès lors, se fixe dans la capitale.
Dans les années qui suivent, il est très pris par ses apparitions à l'Opéra et au casino de Monte-Carlo où Raoul Gunsbourg attire toutes les célébrités de la scène lyrique. Comme Pierre V.R. Key l'écrit, Monte-Carlo à cette époque-là était « plongé dans une atmosphère de gaieté et, parmi les gens dont l'unique but dans la vie semblait se ramener à la satisfaction de goûts de luxe ». Marcel Journet, comme d'autres artistes lyriques éminents tels que Nellie Melba, Enrico Caruso, Maurice Renaud, Alfred Maguenat, Carmen Melis, Félia Litvinne et Pierre Clauzure, passe du bon temps entre les répétitions et les représentations.
En France aussi bien que dans la principauté de Monaco, Marcel Journet n'a pas de grand rival : Vanni-Marcoux, Hippolyte Belhomme, Pierre d'Assy, André et Martial Gresse, Jean-François Delmas, Paul Aumonier et Fernand Baer, avec des qualités vocales et artistiques indéniables, ne sont pas de force à se mesurer à lui. Juste Nivette, malgré une carrière internationale et son creux impressionnant, ne le gêne pas non plus. La seule basse avec laquelle il lui faut compter est Fédor Chaliapine, encore que leur rivalité ait été exagérée. Si la basse russe se révèle insurpassable dans Boris Godounov de Moussorgski ou Rusalka de Dvořák, il est moins à l'aise sur le plan stylistique et phonétique dans l'opéra français et italien, sans compter son incapacité à assimiler le répertoire allemand[réf. nécessaire].
Après 1914, Marcel Journet voyage beaucoup. Il fit partie de la troupe de l'Opéra de Chicago et, de 1916 à 1927, se produit en Amérique du Sud. En 1917, en particulier, il se retrouve dans la tournée organisée par Walter Mocchi, et chante au Teatro Colón et dans d'autres salles d'opéra (Manon de Massenet, La Bohème, Faust, Carmen, Mârouf, savetier du Caire de Rabaud, Béatrice de Messager, Samson et Dalila de Saint-Saëns, Les Huguenots, Il barbiere di Siviglia, La sonnambula de Bellini), auprès d'Enrico Caruso, Armand Crabbé, Enrico De Franceschi, Ninon Vallin, Gilda Dalla Rizza, Nera Marmora, Anita Giacomucci et Fanny Anitua. Les critiques admirent son Escamillo mais n'apprécient pas qu'il chante en français dans un Samson et Dalila interprété en version italienne par tous les autres artistes.
Vers la fin de la Première Guerre mondiale, Marcel Journet est engagé par Arturo Toscanini à la Scala de Milan. Le 22 février 1917, il apparaît dans Lucrezia Borgia de Donizetti (rôle d'Alfonso) aux côtés d'Alessandro Bonci (Gennaro), Ester Mazzoleni (Lucrezia Borgia) et Alice Gentle (Maffio Orsini), sous la direction d'Ettore Panizza. Le succès qu'il obtient en Italie lui ouvre les portes du Teatro Real de Madrid (1917-1921) et du Liceu de Barcelone (1917-1924). Puis, c'est au tour des Milanais de l'entendre dans Siegfried et Die Meistersinger von Nürnberg de Wagner (en version italienne), Luisa Miller de Verdi, Pelléas et Mélisande de Debussy, Faust, Carmen, La Khovanchtchina de Moussorgski, et admirent son interprétation de Simon Mago dans le Nerone de Boito, créé de façon posthume en mai 1924.
Les années passent sans pour autant affecter sa voix. Divorcé d'avec Marie-Austrebeth-Eugénie Deléglise, il épouse à cinquante-sept ans, le 18 août 1925, Jeanne-Louise Brunet dont il avait eu un fils, devenu plus tard artiste de cinéma. Très sollicité par la Monnaie, l'Opéra de Monte Carlo, l'Opéra de Paris, la Scala de Milan et Covent Garden, il continue à se produire dans des ouvrages aussi variés que Carmen, Ruy Blas de Filippo Marchetti, Louise de Gustave Charpentier, Parsifal, Lohengrin et la Tétralogie de Wagner, Faust, La Damnation de Faust d' Berlioz, Rigoletto et Ernani de Verdi, Manon et Thaïs de Massenet, Samson et Dalila, Guillaume Tell de Rossini, Nausicaa de Reynaldo Hahn, La Tosca de Puccini, Don Giovanni, Roméo et Juliette, La Tour de feu de Lazzari et Pagliacci de Leoncavallo.
Après une saison bien remplie à l'Opéra de Paris (1932-1933), Marcel Journet, souffrant d'une insuffisance rénale chronique, se rend à Vittel (Vosges) où il meurt brusquement d'une crise d'urémie, le 6 septembre 1933. Il est inhumé au cimetière de Mouans-Sartoux dans les Alpes-Maritimes.

## Caractéristiques vocales
Marcel Journet possédait une voix de basse chantante extrêmement puissante sur toute la tessiture, qui le menait du mi1 au sol3, comme en témoignent ses enregistrements (1905-1933). La facilité qu'il avait dans le registre aigu explique pourquoi il eut toujours tendance à se faire entendre dans des rôles comme Escamillo, Athanaël, Hamlet et Scarpia, normalement écrits pour des barytons. Au début de sa carrière, il chanta les basses nobles avec Marcel (Les Huguenots), Ramfis (Aida), Balthazar (La Favorite), et il Commendatore (Don Giovanni) ; mais il ne manqua jamais une occasion de se produire dans des rôles plus légers comme celui de Leporello (Don Giovanni) ou de Nilakantha (Lakmé). Les premiers enregistrements qu'il effectua révèlent un organe souple et généreux nanti d'un grave étoffé. De même, ils signalent une légère insuffisance de la tessiture basse extrême. En effet,le mi grave du chanteur est plutôt blanc et manque de résonance (cf. l'enregistrement de « D'un sacro zel » dans Les Huguenots en version italienne, 2-03009, 15 janvier 1912). De plus, Marcel Journet ne descendait pas au ré1 comme le montre son interprétation du Cor d'Ange Flégier (enregistrement 2-032048 du 25 janvier 1917). Au fur et à mesure que les années passèrent, son extrême grave se détériora et les disques effectués entre 1925 et 1926 sont révélateurs à ce sujet.
L'éclat et l'étendue de sa voix, son éclectisme stupéfiant, sa capacité à chanter en plusieurs langues (italien, allemand, français, anglais, espagnol, russe, latin), sa présence scénique, expliquent ses succès en Europe tout aussi bien qu'aux États-Unis. Mieux doué, sur le plan vocal, que Chaliapine, il n'en eut pas le génie lyrique. Il jouait ses rôles avec conviction mais sans procéder à une analyse psychologique profonde de ses personnages. Par ailleurs, il souffrit de la comparaison avec son aîné Pol Plançon, basse chantante comme lui, doté d'un organe plus étoffé dans le grave et d'un timbre plus prenant. Malgré ces quelques réserves, il faut reconnaître qu'il marqua durablement l'histoire du chant lyrique.